# Jacques Chardonne
Jacques Chardonne, eigentlich Jacques Boutelleau, (* 2. Januar 1884 in Barbezieux-Saint-Hilaire; † 29. Mai 1968 in La Frette-sur-Seine) war ein französischer Schriftsteller.

## Leben

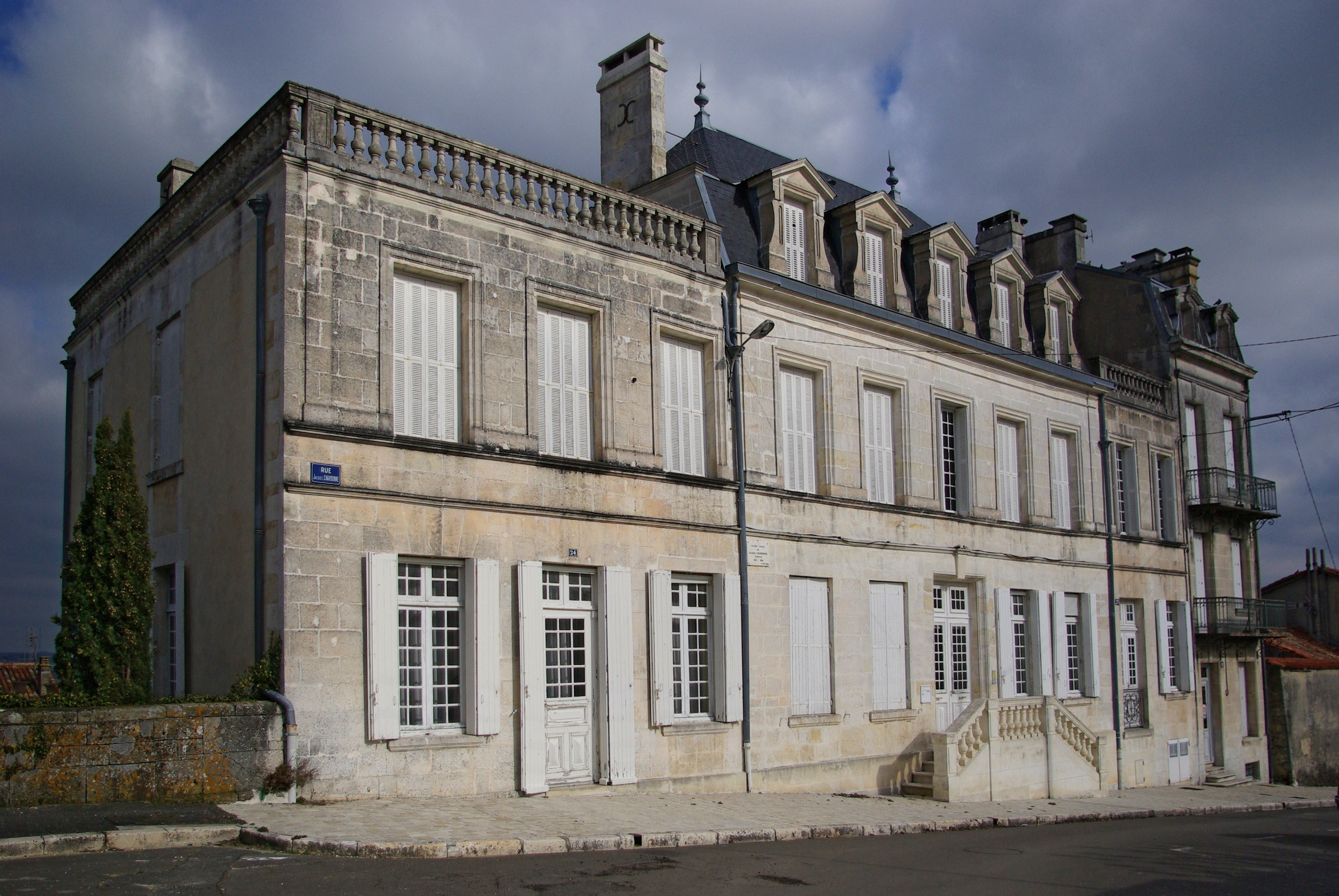
Geburtshaus von Jacques Chardonne

Aus einer Familie von Cognac-Händlern stammend, war schon sein Vater Georges Boutelleau Schriftsteller. Seine Mutter, eine Quäkerin amerikanischer Herkunft, war eine der Erbinnen der Porzellanmanufakturen Haviland in Limoges. Sein Pseudonym ist auf die Schweizer Gemeinde Chardonne zurückzuführen, wo er einige Zeit lebte und wirkte.
Von 1926 an lebte Jacques Chardonne mit Camille Belguise und ihrem Sohn André Bay (1916–2013) in der Villa Jacques Chardonne, die von Henri Pacon in La Frette-sur-Seine erbaut wurde. Für einige Zeit übernahm er die Leitung der Buchhandlung Delamain (Stock, Delamain und Boutelleau), die heutzutage zur Verlagsgruppe Gallimard gehört.
Germanophil, nahm er im Oktober 1941 mit weiteren französischen Schriftstellern, wie Pierre Drieu La Rochelle und Robert Brasillach, an einer Reise durch Deutschland anlässlich des Kongresses Europäischer Schriftsteller in Weimar teil. 1942 reiste er mit Pierre Drieu La Rochelle abermals nach Deutschland. Der deutsche Bildhauer Arno Breker, der 1942 zu einer Ausstellung seiner Werke nach Paris reiste, beschrieb ihn als stets offen für die Deutsche Kultur und ihren Geist. Er lobte ihn auch als jemand, der den Mut hätte, in den Soldaten, die Paris besetzten, zukünftige Partner zu sehen.
Sein Sohn Gérard (1911–1962) lebte 1942 bei André Gide in Tunis, das Ende 1942 von den Deutschen besetzt wurde. Gérard wurde wegen Widerstandstätigkeit nach Oranienburg deportiert. Chardonne konnte seinen Einfluss bei Gerhard Heller geltend machen. Gérard wurde entlassen, gleichwohl ging er wieder in den Widerstand, wurde 1944 erneut verhaftet, konnte aber fliehen. Nun geriet Heller nach seinen Angaben in Schwierigkeiten.
Nach der Befreiung befürchtete Chardonne, einem Erschießungskommando zum Opfer zu fallen, weil er unter Vichy kollaboriert hatte. Wie sein Verleger Bernard Grasset wurde er am 12. September 1944 in Jarnach festgenommen und im Gefängnis von Cognac einige Wochen festgehalten. Nachdem er einige Einflusspersonen kontaktiert hatte, wurde er unter Hausarrest gestellt. Der Verkauf und die Herstellung seiner Bücher wurde verboten. Später wurde in einem Gerichtsverfahren seine Unschuld bescheinigt.

## Werk
Als Autor der Rechten betrachtet, kann er als der geistige Vater derer angesehen werden, die sich als „Les Hussards“ bezeichneten, nämlich Roger Nimier, Jacques Laurent und Antoine Blondin. Er gehörte ebenfalls der Bewegung „École de Barbezieux“ an, zusammen mit Geneviève Fauconnier, Henri Fauconnier, Maurice Delamain, Jacques Delamain, Germaine Boutelleau, ohne dass er die Ansichten ihrer Mitglieder teilte.
Sein erstes Werk L'épithalame (1921) ist ein Beziehungsroman. Danach folgten Les Varais (1929), Eva (1930) und Claire (1931), in denen er sich als Romanautor und Moralist profilierte und schließlich in L'amour du prochain (1932) zu melancholischen Beschreibungen überging.
Jacques Chardonne verfasste etwa 20.000 Briefe. Für diese galt, dass er auf kariertem Papier seine wahre Meinung darstelle, während er auf weißem Papier löge. Seine Freunde kannten diese Abmachung.
François Mitterrand äußerte mehrfach seine Bewunderung für Chardonne.
Der Sommer in La Maurie erschien erstmals in La Nouvelle Revue Francaise N° 322 im Dezember 1940. Der Autor beschreibt darin einen Landwirt aus der Charente, der einem Offizier Cognac anbietet und dabei äußert: „Ich hätte es lieber gesehen, Sie eingeladen zu haben… , aber ich schenke Ihnen den Cognac aus vollem Herzen aus.“

## Werke (Auswahl)
- 1921 L’Épithalame(Paris, Librairie Stock et Vienne, Larousse 1921; Grasset 1929; Ferenczi 1933; Albin-Michel 1951; S. C. Edit. Rencontre, Lausanne 1961; L.G.F., 1972; Albin-Michel, 1987)
- 1927 Le Chant du Bienheureux (Librairie Stock, 1927; Albin-Michel, 1951)
- 1929 Les Varais, gewidmet Maurice Delamain (Grasset, 1929; Ferenczi et fils, 1932; Albin-Michel, 1951; Grasset, 1989)
- 1930 Eva ou le journal interrompu, gewidmet Camille Belguise, sa seconde épouse (Grasset, 1930; Ferenczi 1935; Albin-Michel 1951; Gallimard, 1983)
- 1931 Claire, gewidmet Henri Fauconnier (Grasset, 1931; Ferenczi 1936; Piazza, 1938; Albin-Michel, 1952; Club du Livre du Mois, 1957; Rombaldi, 1975; Grasset, 1983)
- 1932 L’Amour du Prochain, dédié « à mon fils Gérard » (Grasset, 1932; La Jeune Parque, 1947; Albin-Michel, 1955)
- 1934 Les Destinées sentimentales (Grasset, 1934–1936), trilogie: La Femme de Jean Barnery, dédié à Jacques Delamain (id., 1934); Pauline (id., 1934); Porcelaine de Limoges (id., 1936; Grasset, 1947; Albin-Michel, 1951; L.G.F., 1984)
- 1937 Romanesques, gewidmet Paul Géraldy (Stock, 1937; édit. Colbert et Stock, 1943; Albin-Michel, 1954; La Table Ronde, 1996)
- 1938 Le Bonheur de Barbezieux, gewidmet Marcel Arland (Stock, 1938, 1943; Monaco, édit. du Rocher, 1947; Albin-Michel, 1955, Stock, 1980)
- 1940 Chronique privée, gewidmet « à ma fille France » (Stock, 1940)
- 1941 Chronique privée de l'an 40, dédié à Maurice Delamain (id.)
- 1937 Voir la Figure – Réflexions sur ce temps, gewidmet « à mon ami André Thérive (…) souvenirs de l'année 1941 à Paris » (Grasset, 1941)
- 1941 L’Amour, c'est beaucoup plus que l'amour, gewidmet « à Jean Rostand son ami » (Stock, 1937, 1941; Albin-Michel, 1957 + 1992)
- Attachements – Chronique privée (Stock, 1941; Albin-Michel, 1955)
- 1943 Le Ciel de Nieflheim, 1943. « qu'il détruit sur le point d'être publié. Il en interdit à jamais toute publication » (Caroline Hoctan — présentation de la correspondance Chardonne/Paulhan, op. cit., S. 22). Extraits publiés dans les Cahiers Jacques-Chardonne n°2 et 3
- 1948 Chimériques’ (Monaco, édit. du Rocher, 1948 et 1992; Albin-Michel, 1954)
- 1953 Vivre à Madère (Grasset, 1953; Albin-Michel, 1954)
- 1954 Lettres à Roger Nimier et quelques réponses de Roger Nimier (Grasset, 1954; Albin Michel, 1955, rééd. Albin Michel, 1986)
- 1956 Matinales, gewidmet André Sabatier (Albin-Michel)
- 1959 Le Ciel dans la fenêtre, gewidmet Roger Nimier (Albin-Michel, 1959; La Table Ronde, 1998)
- 1961 Femmes – contes choisis et quelques images, gewidmet Camille Belguise (Albin-Michel)
- 1962 Détachements, Paris, édit. td – Jean-Paul Caracalla (1962; Albin-Michel, 1969)
- 1964 Demi-jour – suite et fin du Ciel dans la fenêtre (Albin-Michel)
- 1964 Catherine (Albin-Michel)
- 1966 Propos comme ça (Grasset)

## Auszeichnungen und Ehrungen
- Ausstellung in der französischen National Bibliothek 1984[3]